# Euphiltra
Euphiltra is een geslacht van vlinders van de familie sikkelmotten (Oecophoridae), uit de onderfamilie Oecophorinae.

## Soorten
- E. angustior Turner, 1894
- E. celeteria Turner, 1917
- E. chrysorrhoda Meyrick, 1902
- E. epilecta Turner, 1917
- E. eroticella Meyrick, 1883
- E. fusiplaga Turner, 1917
- E. gemmaria Meyrick, 1921
- E. orthozona Lower, 1920
- E. phanerozona Turner, 1946
- E. tricensa Meyrick, 1918